# Lil Tecca
Tyler-Justin Anthony Sharpe (født 26. august 2002), kendt som Lil Tecca er en amerikansk rapper, sanger og sangskriver fra Queens, New York. Han begyndte at opnå anerkendelse, da han udgav singlen "Ransom" som har over 1 milliard afspilninger og nåede #4 på Billboard Hot 100. Desuden har Lil Tecca udgivet sit første mixtape "We Love You Tecca" med kendte sange som "Love Me", "Did it Agian", og "Shots".  